# Bendaoud
Bendaoud là một đô thị thuộc tỉnh Relizane, Algérie. Dân số thời điểm năm 2002 là 14.56 người.